# 잘레츠

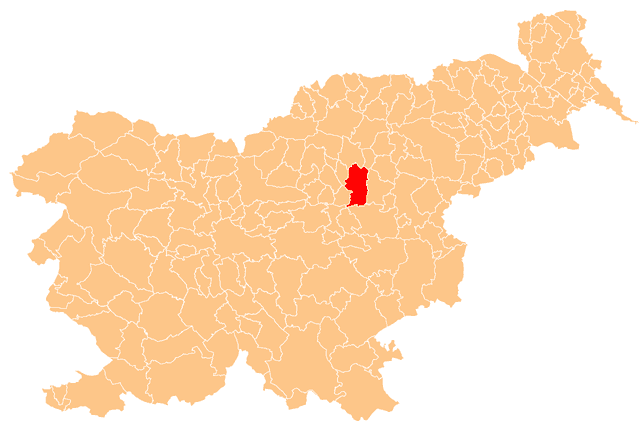
잘레츠의 위치

잘레츠(슬로베니아어: Žalec, 독일어: Sachsenfeld 작센펠트[*])는 슬로베니아의 도시로 면적은 117.1km2, 인구는 20,335명(2002년 기준), 인구 밀도는 173.7명/km2이다.